# Uberaba brevicauda
Uberaba brevicauda är en insektsart som beskrevs av Bruner, L. 1915. Uberaba brevicauda ingår i släktet Uberaba och familjen vårtbitare. Inga underarter finns listade i Catalogue of Life.